# Þórir Hergeirsson
Þórir Hergeirsson (Thorir Hergeirsson i dansk skriftsprog) (født 27. april 1964 i Island) er en islandsk håndboldtræner, som er træner for det norske kvindelandshold i håndbold. Han overtog posten efter Marit Breivik i 2009, efter at have været assistenttræner siden sommeren 2001.
Han flyttede til Norge i 1986 for at studere ved Norges Idrettshøgskole. Hergeirsson begyndte sin karrieren som juniortræner i Fredensborg/Ski. Gennem Elverum samt Gjerpen kom han til Norges Håndballforbund som juniorlandsholdets træner.

## Meritter som landstræner
- VM 2009 –  Bronze
- EM 2010 –  Guld
- OL 2012 –  Guld
- EM 2014 -  Guld
- VM 2015 -  Guld
- OL 2016 -  Bronze
- EM 2016 -  Guld
- VM 2017 -  Sølv
- EM 2020 -  Guld
- OL 2020 -  Bronze
- VM 2021 -  Guld
- EM 2022 -  Guld